# 黄鳍东方鲀
黄鳍东方鲀（学名：Takifugu xanthopterus），又名黃鰭多紀鲀，俗名黃鰭河魨、花河豚、花龟鱼、乖鱼、红目乖、卡草留街、氣規、規仔，为輻鰭魚綱魨形目四齒鲀科东方鲀属的一種鱼类。

## 分布
本魚分布于西北太平洋區，包括日本、韓國、北韓，以及台灣、香港等中國沿海海域。该物种的模式产地在長崎。

## 深度
水深5至60公尺。

## 特徵
本魚體呈圓筒形，被覆由鱗片特化的細棘；口小。魚背部藍黑色，具數條斜走及水平的乳白色縱紋，腹部銀白色。尾鰭截形，背鰭軟條16至18枚；臀鰭軟條14至16枚，體長可達60公分。

## 生態
本魚属于近海底层鱼类，幼魚常在沙泥底質的近海區域活動，一年後則移往外海區棲息，最適溫為14至25℃，屬於廣鹽性魚類。游動緩慢，受驚嚇時會吸入大量空氣或水，將魚體鼓脹成圓球狀，以嚇退掠食者，屬雜食性，以小型底棲動物和藻類為食。

## 經濟利用
不宜食用，肝臟及卵巢均有河豚毒素。